# Bishnupur
Bishnupur ist eine Stadt mit etwa 13.000 und Hauptort einer Gemeinde (municipality) mit ca. 70.000 Einwohnern (Zensus 2011) im ostindischen Bundesstaat Westbengalen. Die Stadt ist bedeutsam wegen mehrerer Bengalischer Tempel aus dem 17. Jahrhundert und wegen der hier hergestellten Baluchari-Saris. Der Name der Stadt nimmt Bezug auf den Hindu-Gott Vishnu.

## Lage
Bishnupur liegt etwa zwischen 70 und 80 m ü. d. M. und ca. 135 km (Fahrtstrecke) nordwestlich von Kalkutta; von dort fahren nahezu stündlich Busse (Fahrzeit ca. 4,5 Stunden). Außerdem hat die Stadt einen Bahnhof mit Zugverbindungen zu allen wichtigen Städten in der Region. Die Tempelstädte Antpur und Kalna liegen etwa 95 km südöstlich bzw. ca. 140 km östlich.

## Bevölkerung
Die meisten Einwohner der Stadt sind Hindus; Moslems, Sikhs, Jains und Buddhisten machen nur einen zahlenmäßig geringen Prozentsatz der Einwohner aus. Man spricht Bengali und Hindi. Anders als bei Volkszählungen im Norden Indiens üblich, übersteigt der männliche Bevölkerungsanteil den weiblichen nur um etwa 3 %.

## Wirtschaft
Die Landwirtschaft spielt immer noch die wichtigste Rolle in den Dörfern der Umgebung der Stadt, die als regionales Handels-, Handwerks- und Dienstleistungszentrum fungiert. Die traditionelle Herstellung von Terrakotta-Figuren und Seidensaris bringt ebenso Einnahmen in die Kassen der Stadt wie die ganz überwiegend indischen Touristen.

## Geschichte

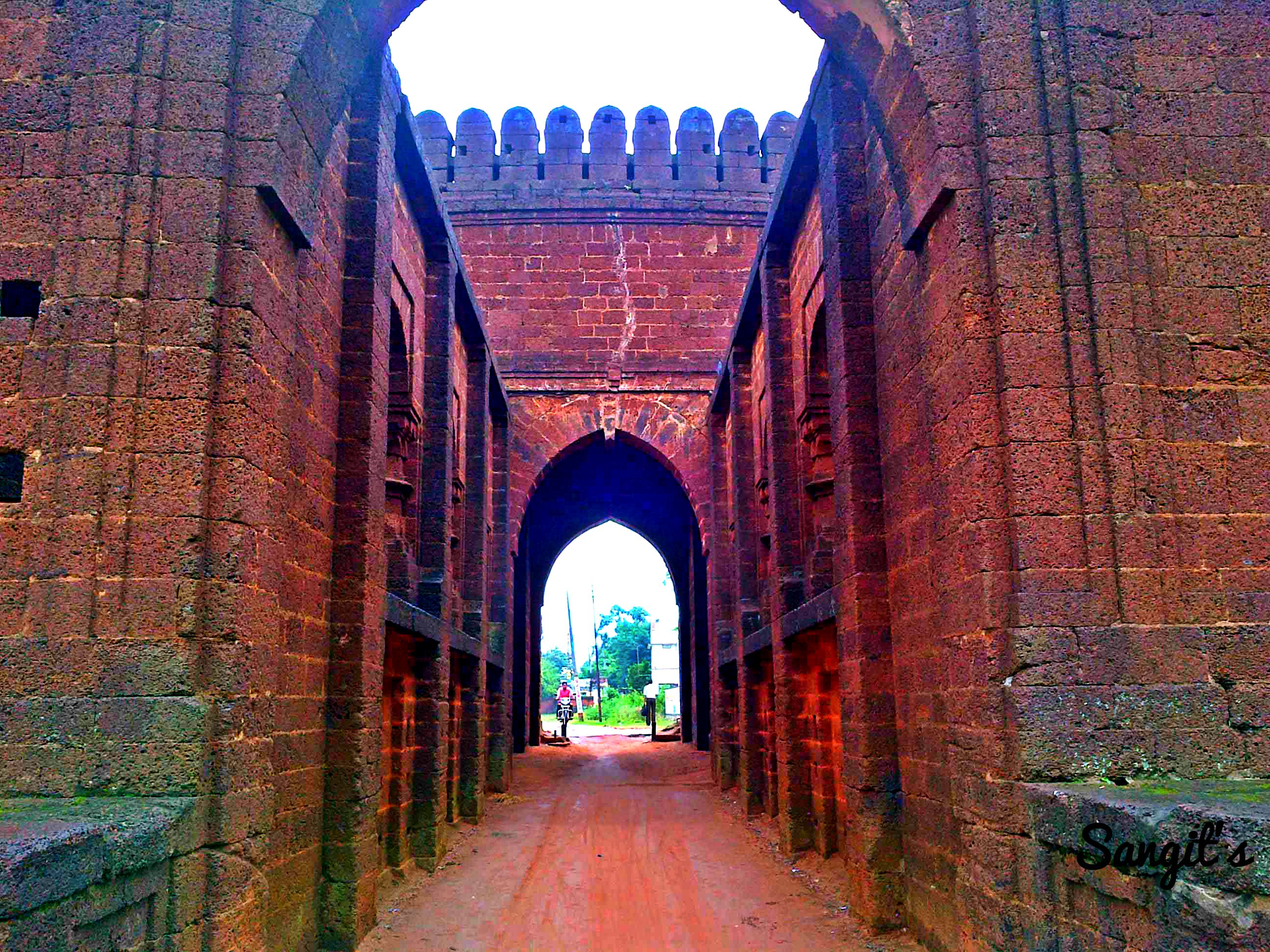
Tor der Festung

Bereits während der Gupta-Ära war Bishnupur ein bedeutender Ort. Für die Zeit danach fehlen jedoch Aufzeichnungen; man nimmt an, dass sich Phasen der Abhängigkeit und solche weitgehender Selbständigkeit ablösten. Im 12. Jahrhundert begann der Aufstieg des Islam, der unter den Mogul-Herrschern seinen Höhepunkt erreichte; Bengalen wurde in dieser Zeit – abgesehen von der Phase des Sultanats – von Gouverneuren (subahdars) verwaltet. Das 16. bis 18. Jahrhundert ist die Blütezeit des Ortes, denn die bereits im 8. Jahrhundert in der Region ansässige und dem Vishnuismus zugewandte Malla-Dynastie machte Bishnupur zu ihrer Hauptstadt und errichtete mehrere bedeutende Tempelbauten im bengalischen Stil und ein Fort, das sich architektonisch jedoch stark an der Wehrarchitektur der Moguln orientiert.

## Sehenswürdigkeiten
Bedeutendste Sehenswürdigkeiten sind die vielen aus Ziegelsteinen erbauten Tempel aus dem 17. und frühen 18. Jahrhundert, der Blütezeit der regionalen Malla-Herrscher. Sie gehören allesamt zu den Bengalischen Tempeln, einer Sonderform der Hindu-Architektur, die gekennzeichnet ist durch eine gekrümmte Dachform mit herabhängenden Ecken (Bengalisches Dach) sowie durch turmartige Aufsätze (ratnas), die nur wenig mit den shikharas oder deuls des nordindischen Nagara-Stils zu tun haben. Einige Tempel verfügen über einen Torbau; viele Fassaden sind mit Terracotta-Reliefs verkleidet. Eine Besonderheit stellt der Rasmancha-Tempel dar, der mehr als die vierfache Grundfläche der meisten anderen Tempelbauten einnimmt und von einem pyramidenförmigen Dach bedeckt wird, welches oberhalb des von Arkaden eingefassten Umgangs (pradakshinapatha) von kleineren Dächern im bengalischen Stil begleitet wird.

## Bilder
Tempel

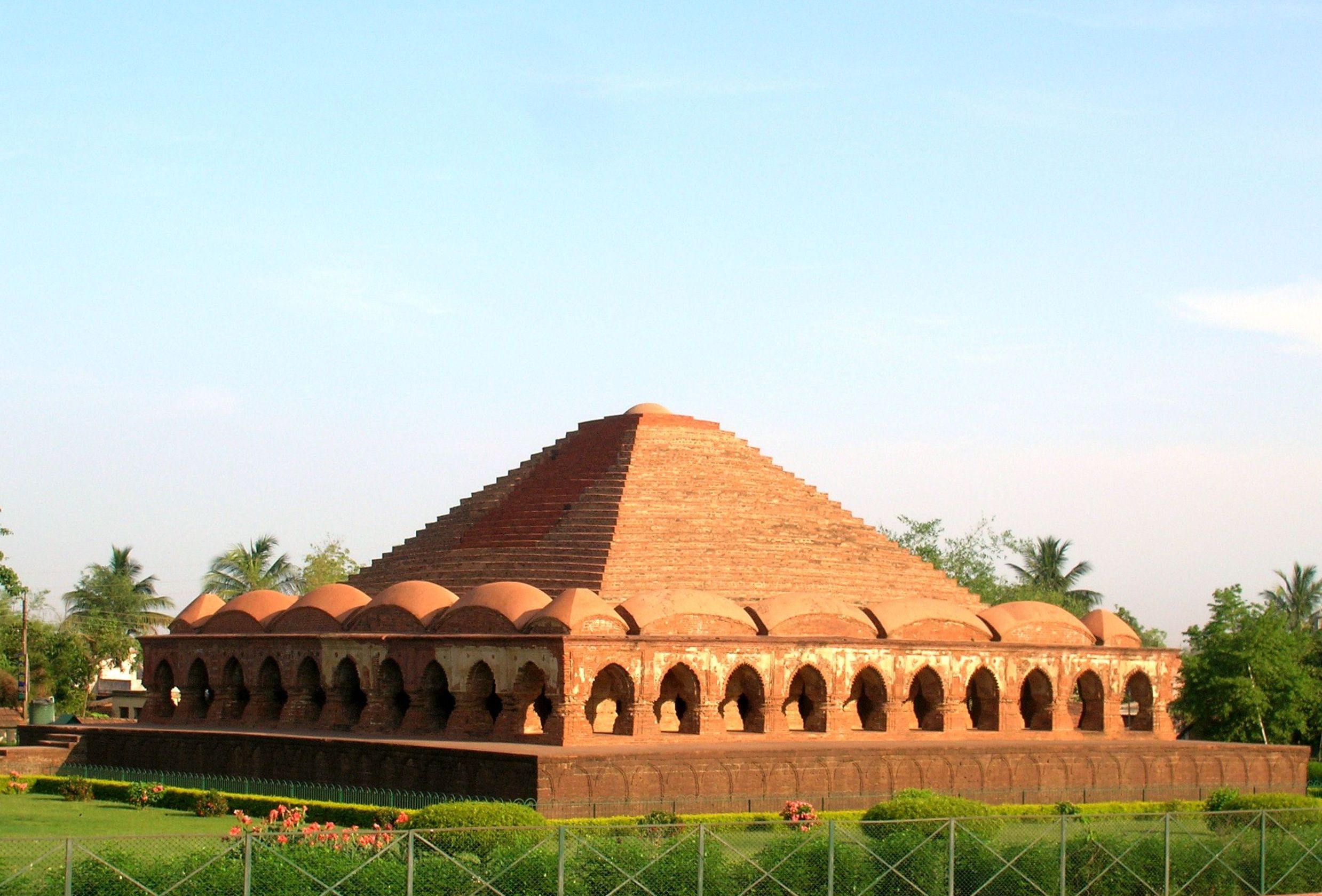
Rasmancha-Tempel (um 1600)
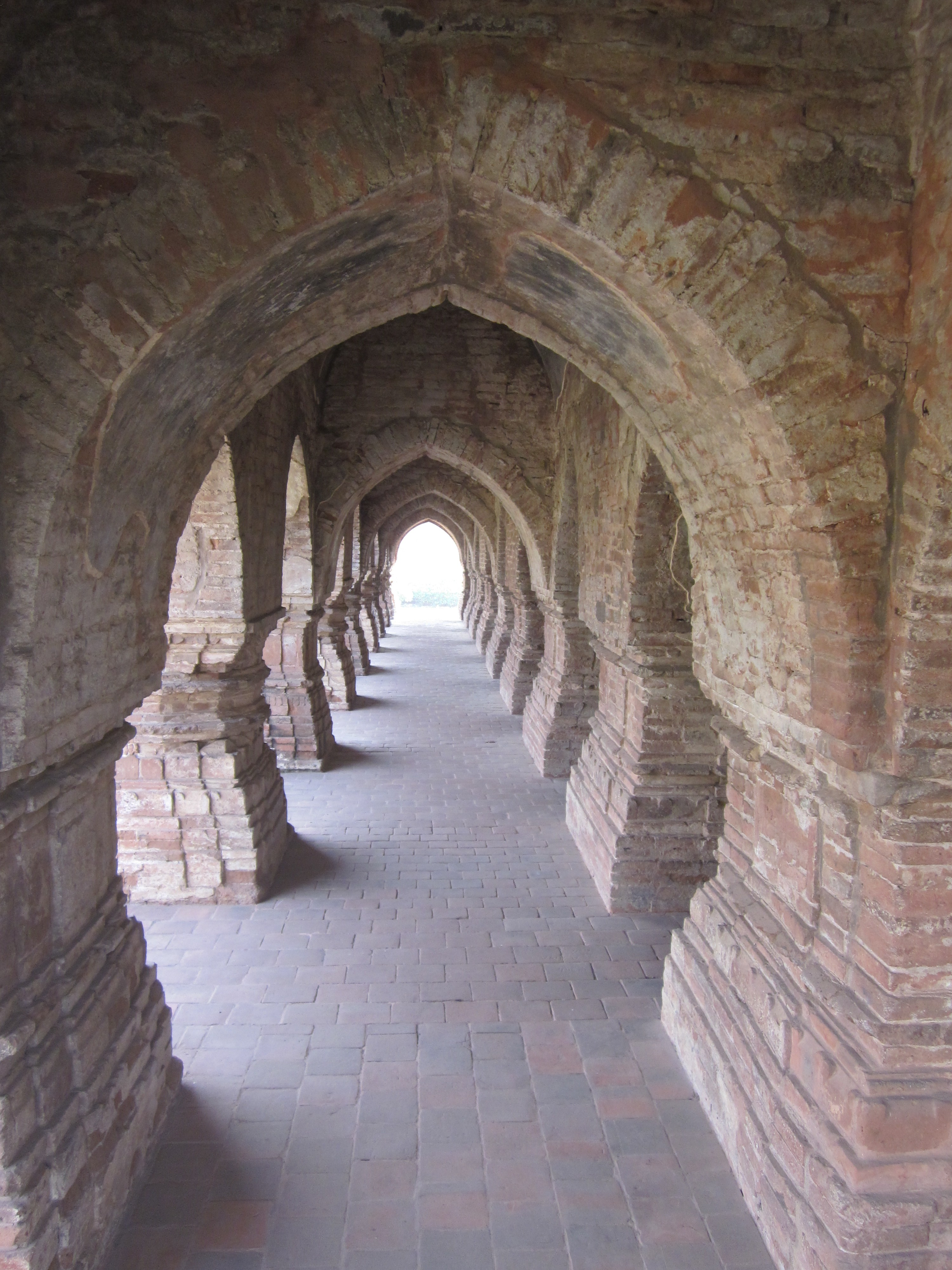
Umgang des Rasmancha-Tempels
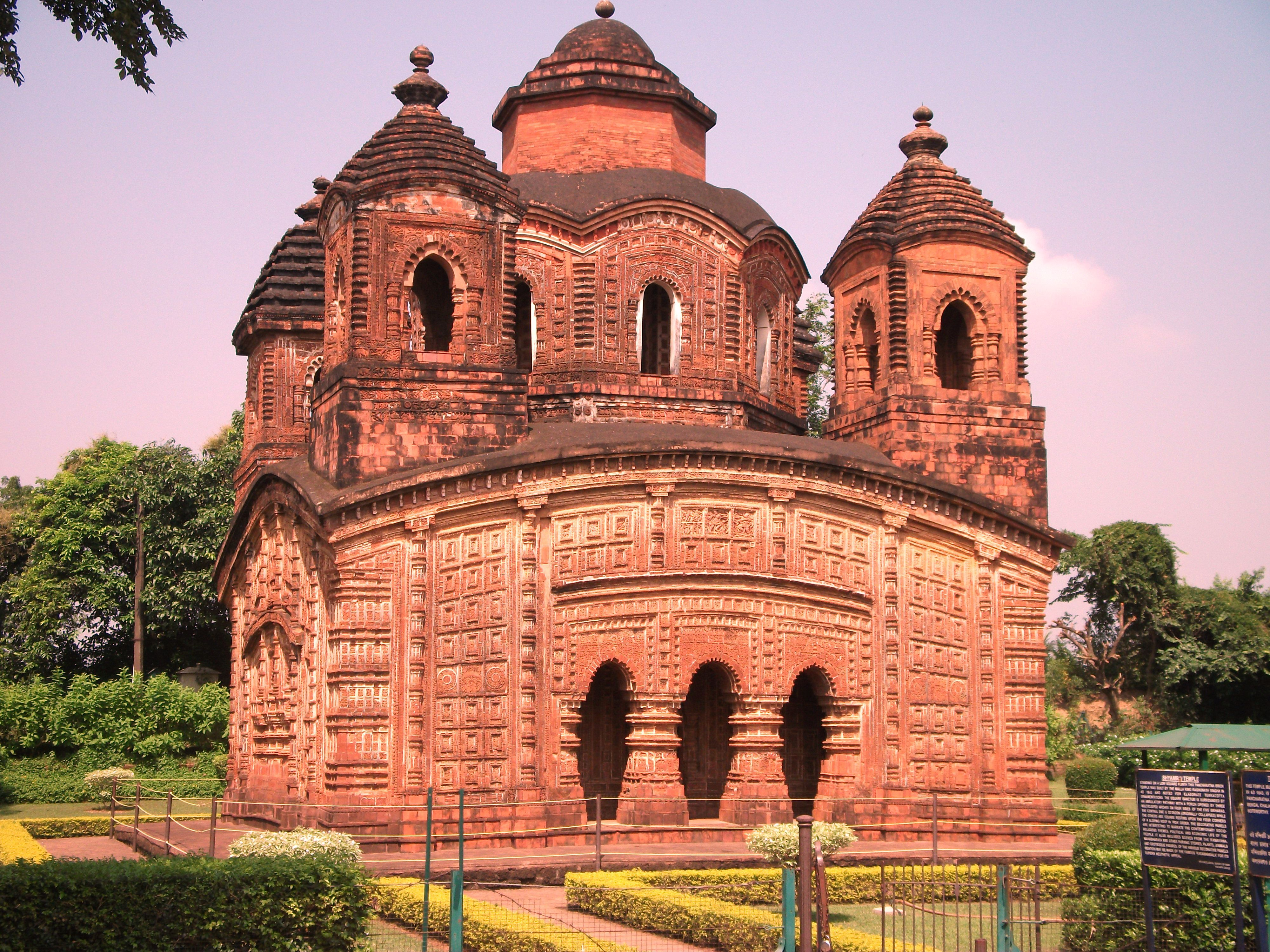
Shyam Ray Tempel (1643)
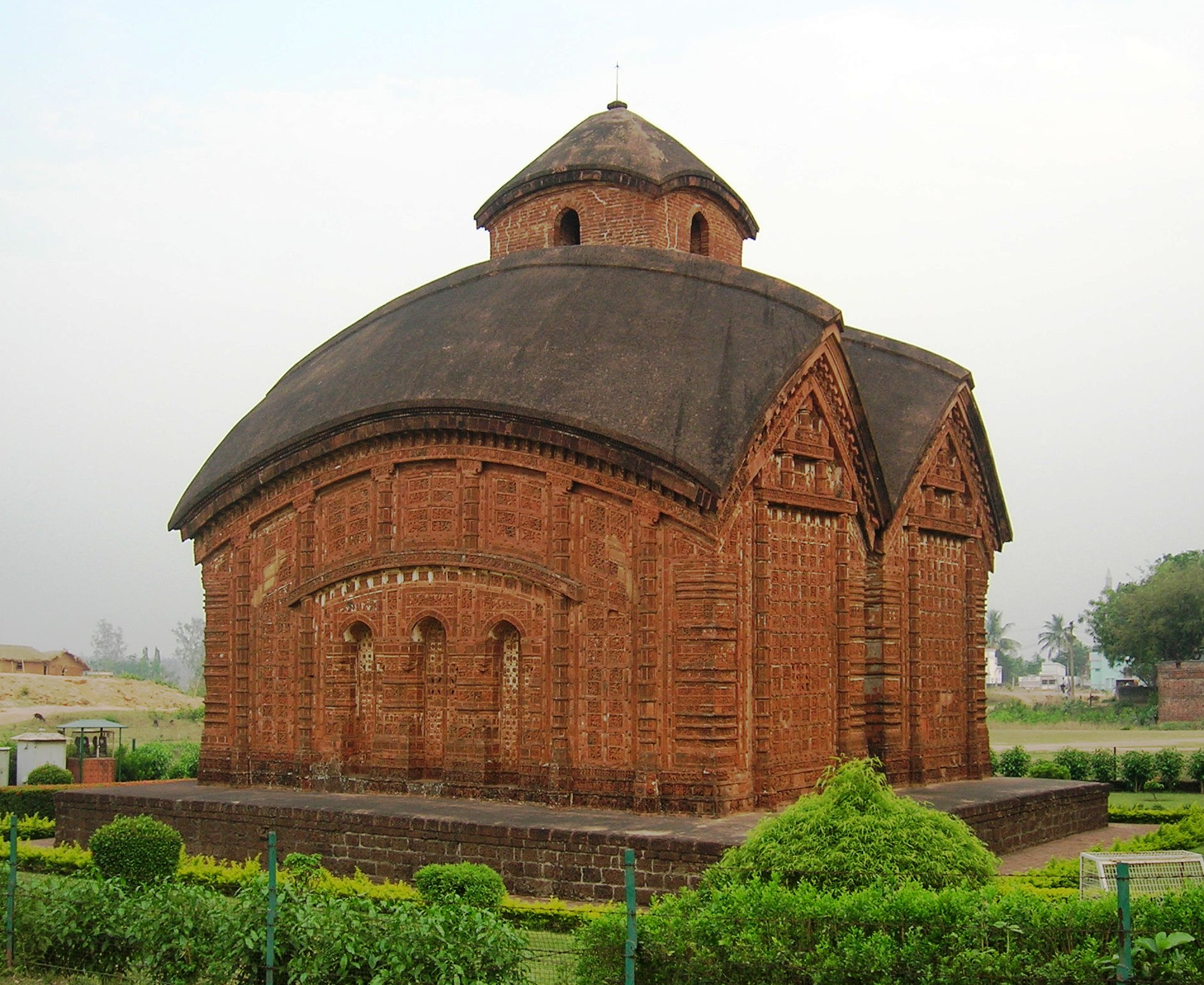
Jor-Bangla-Tempel (1655)
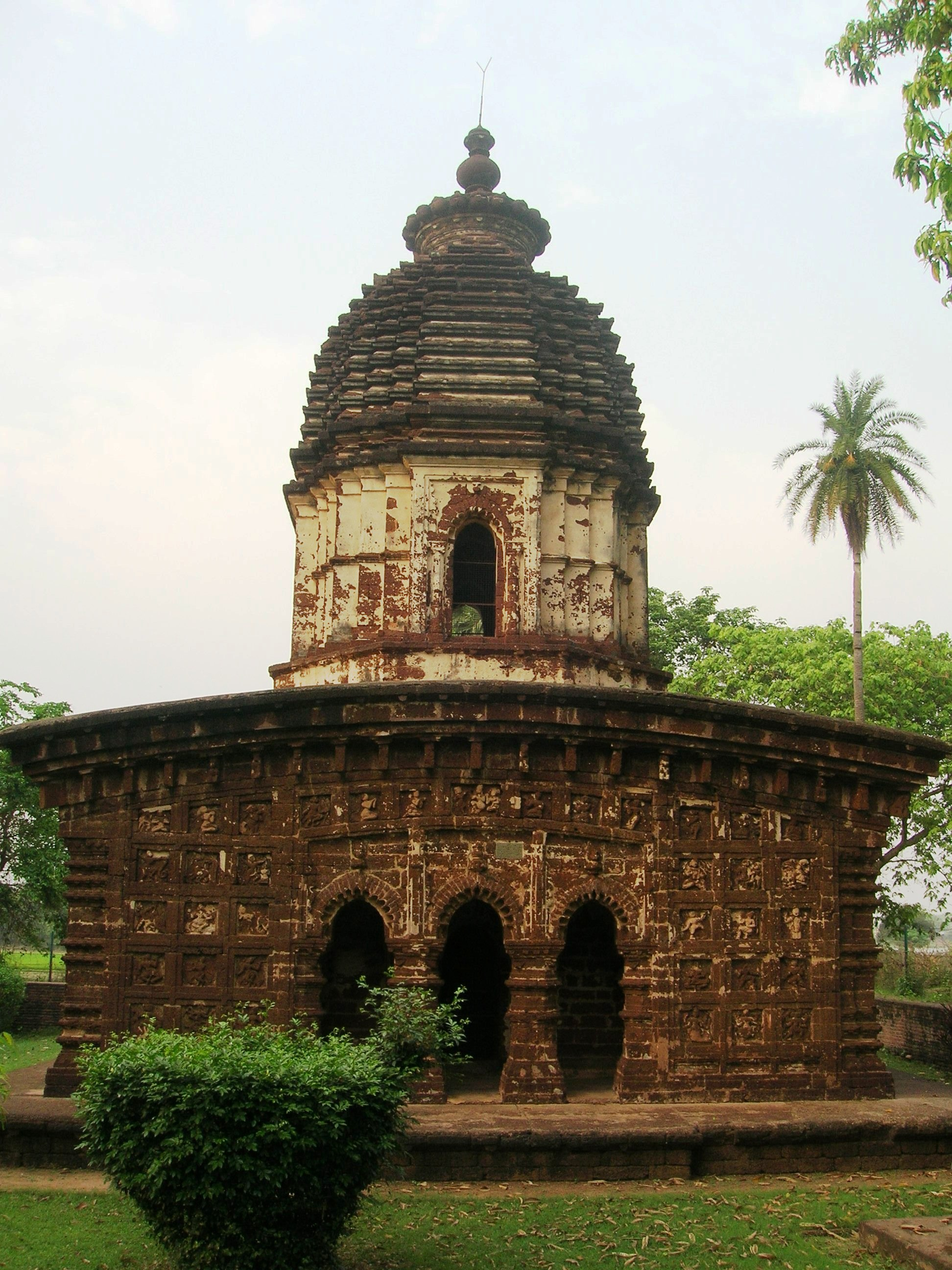
Kalachand-Tempel (1656)
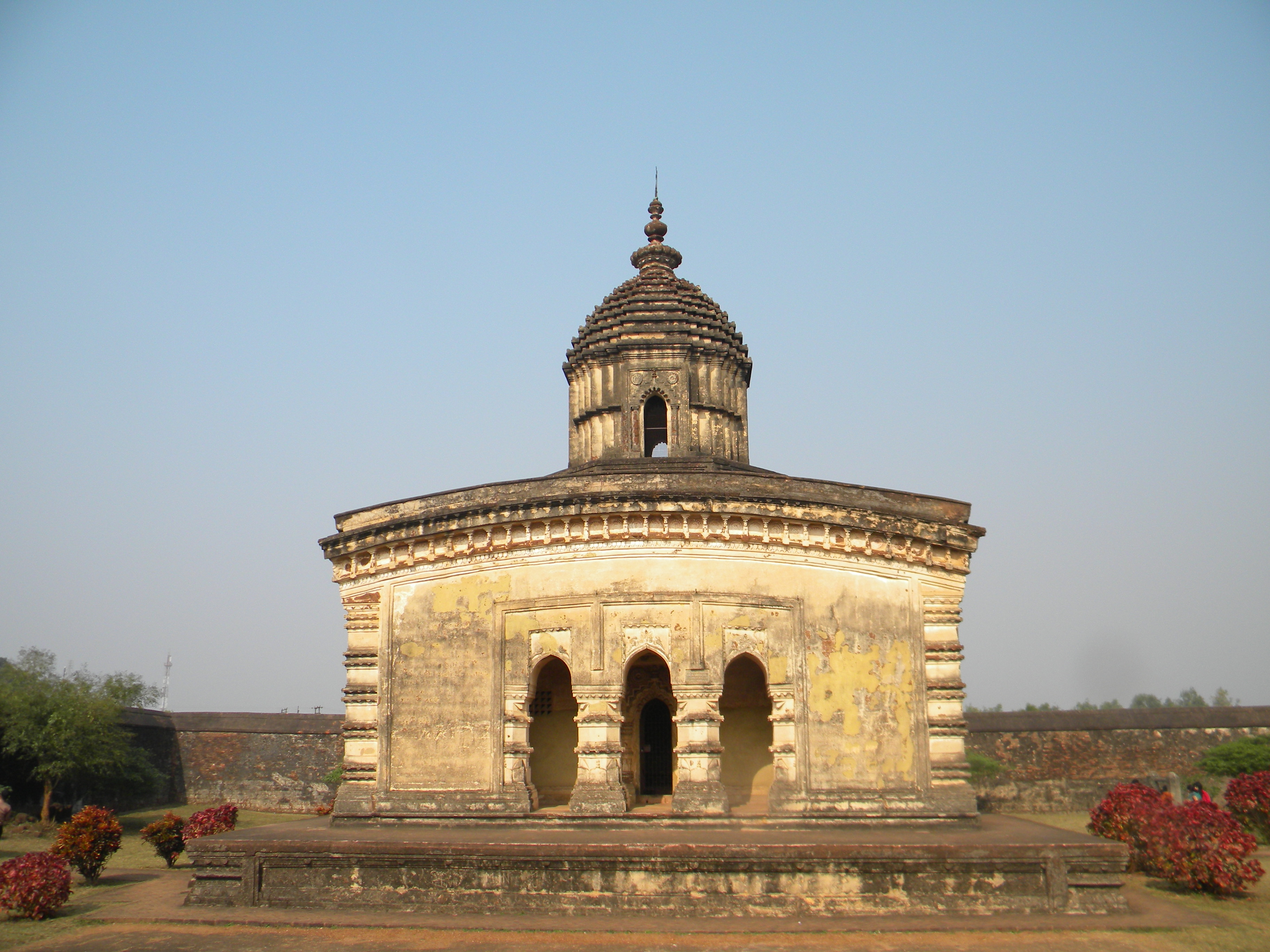
Lalji-Tempel (1658)
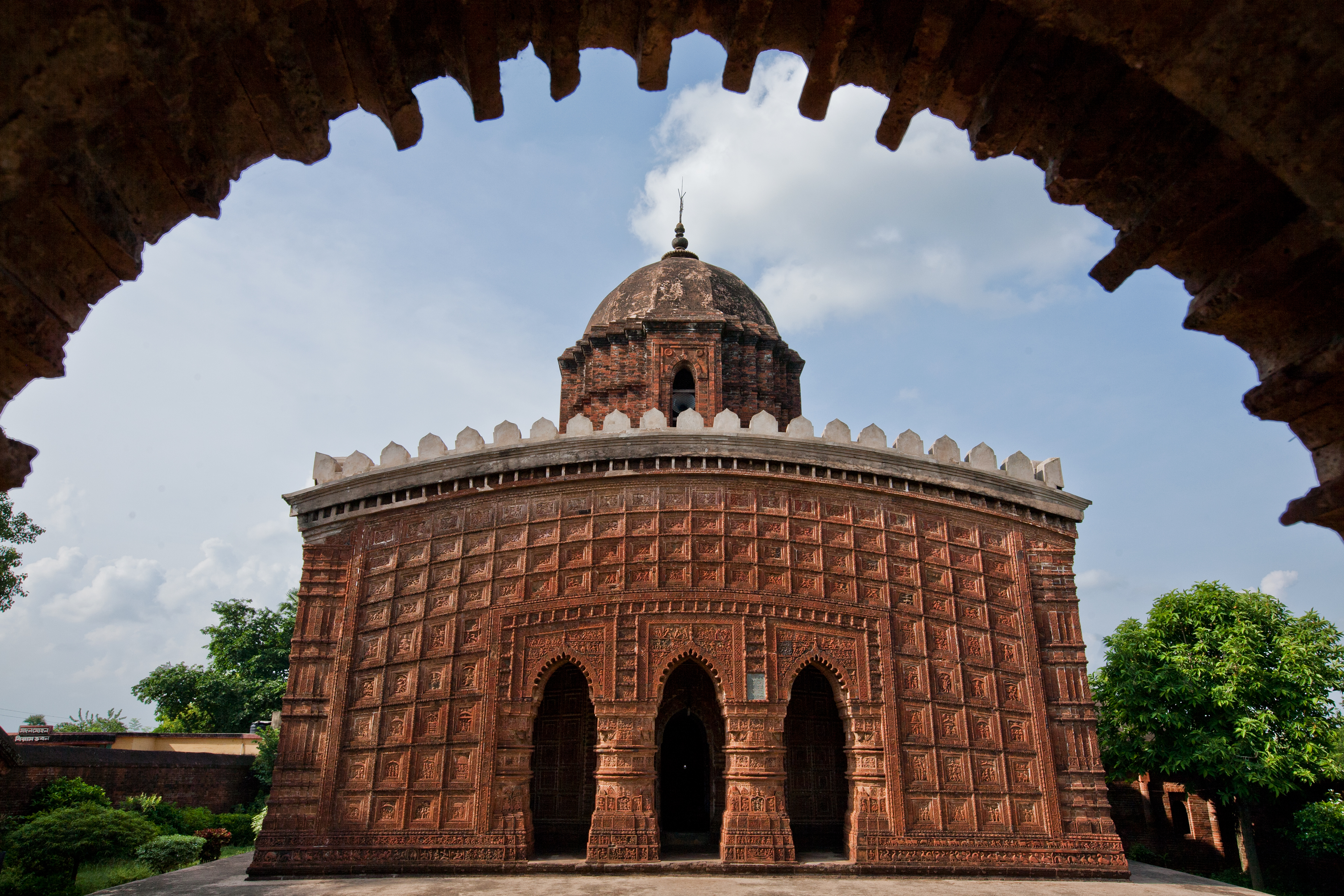
Madan Mohan-Tempel (1694)
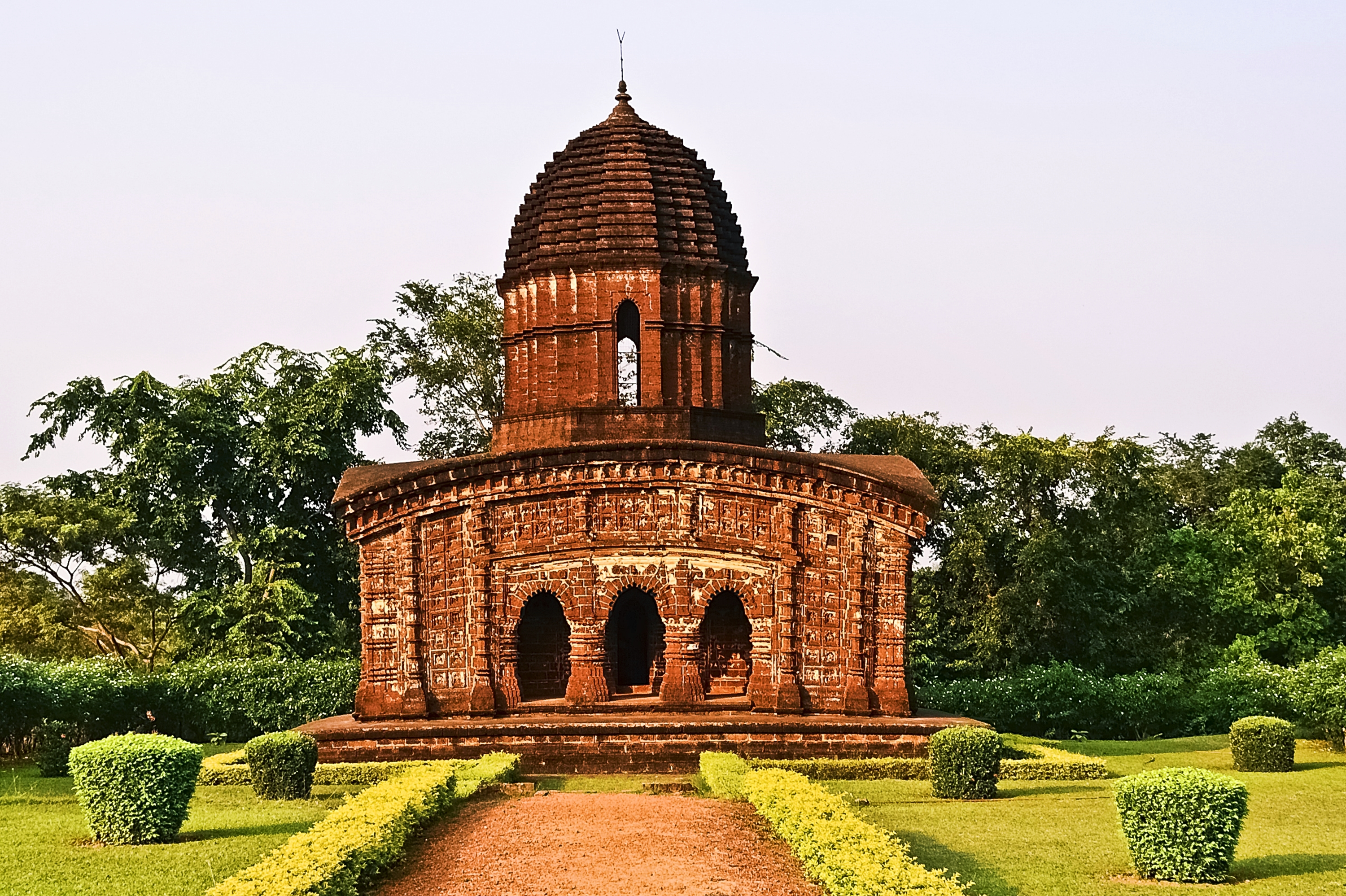
Nandalal-Tempel (17. Jh.)
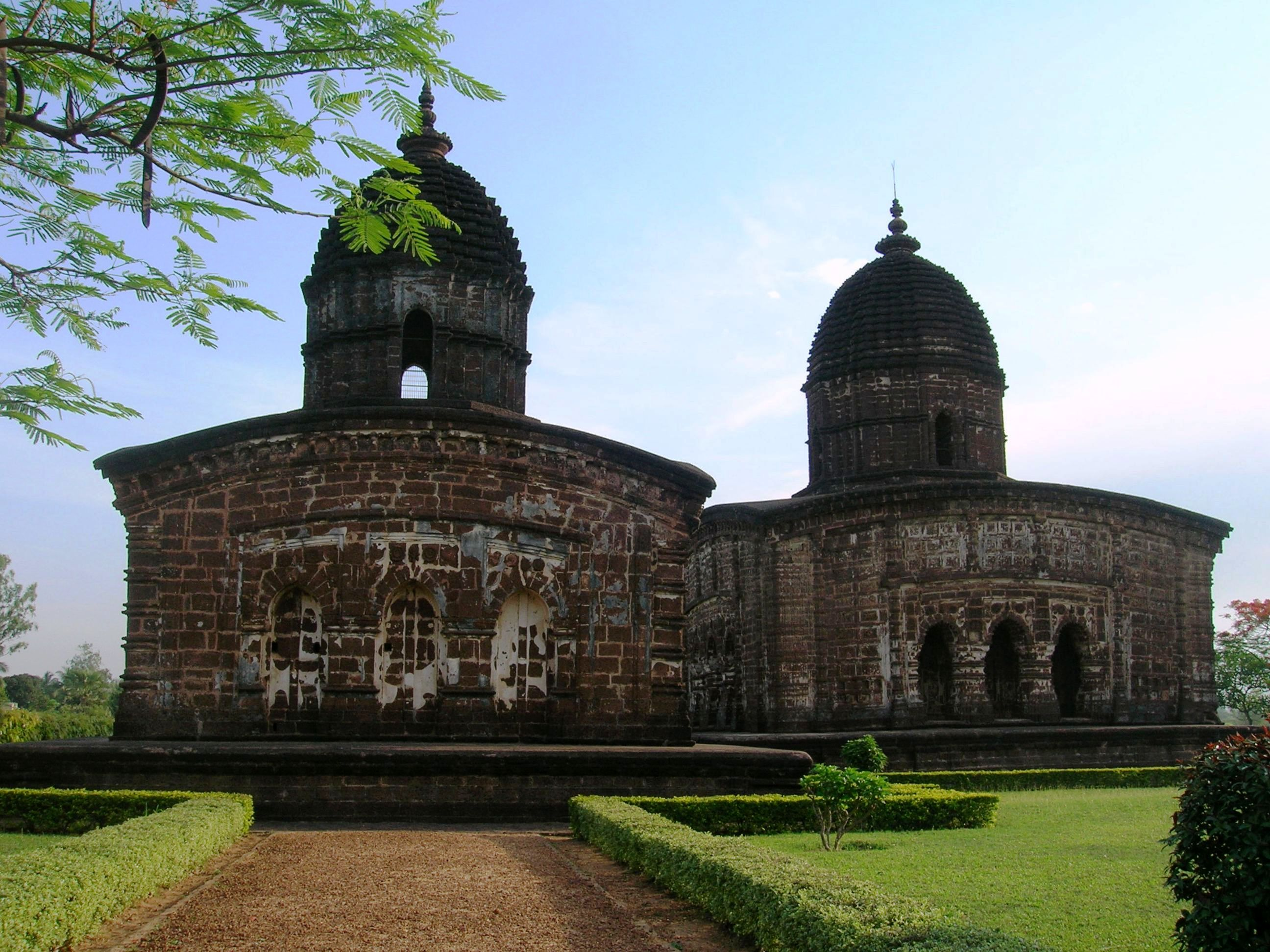
Jor Mandir-Komplex (1726)
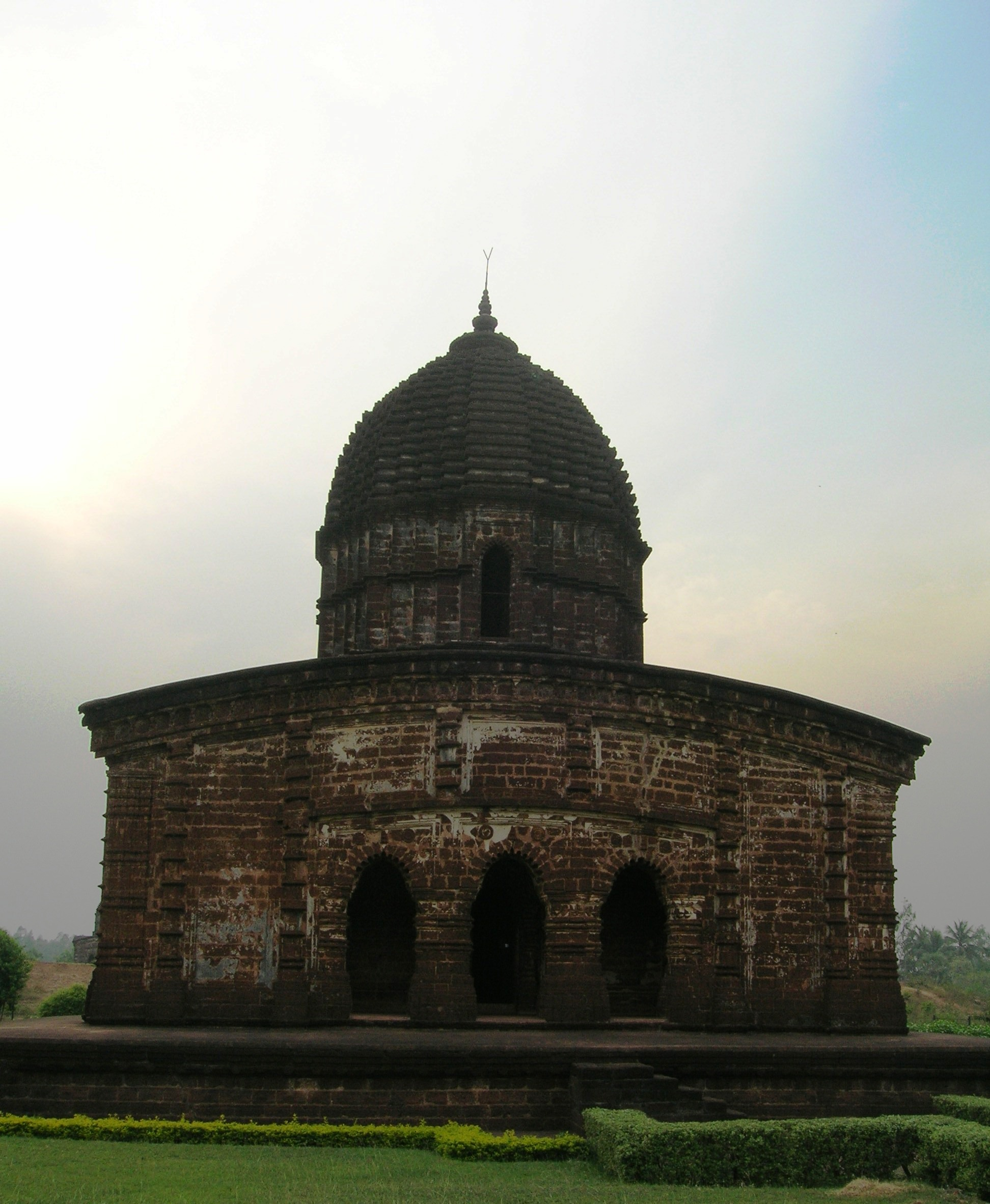
Radha-Gobinda-Tempel (1729)
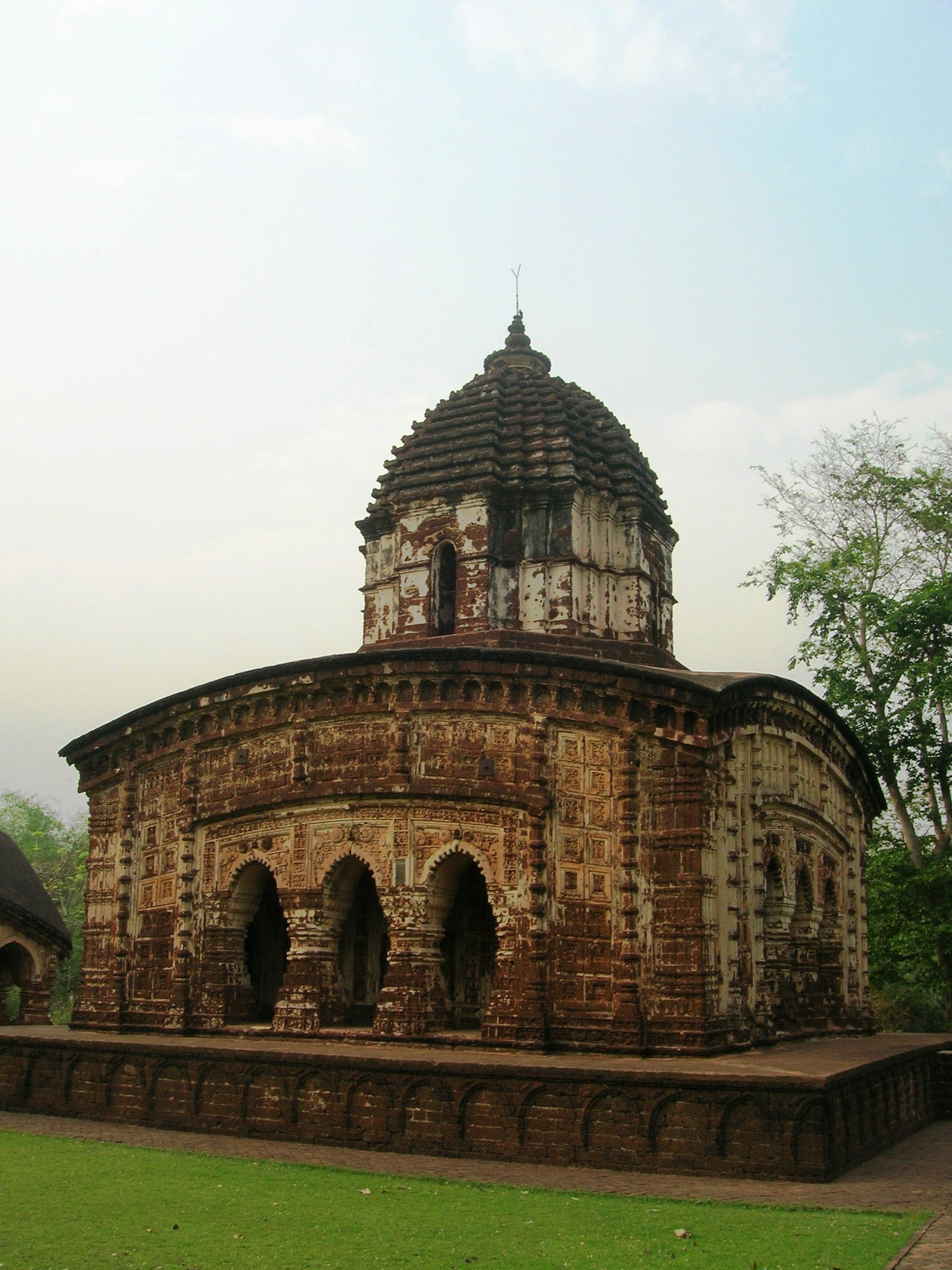
Radhamadhab-Tempel (1737)
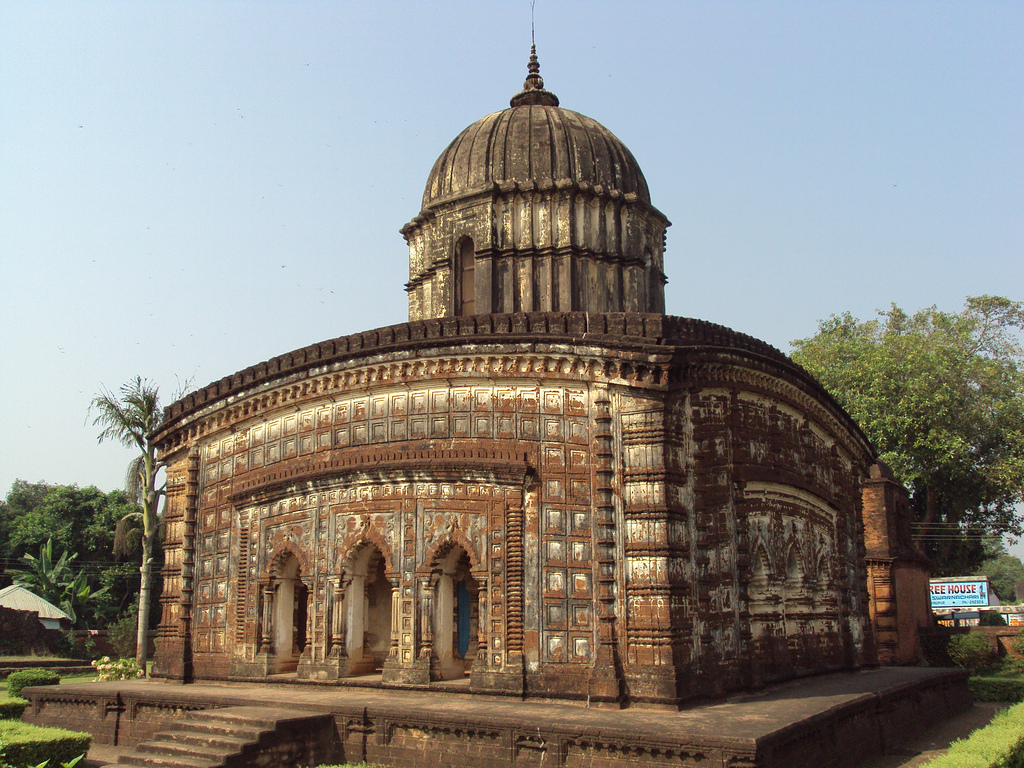
Radhashyam Tempel (1758)

Terracotta-Reliefs

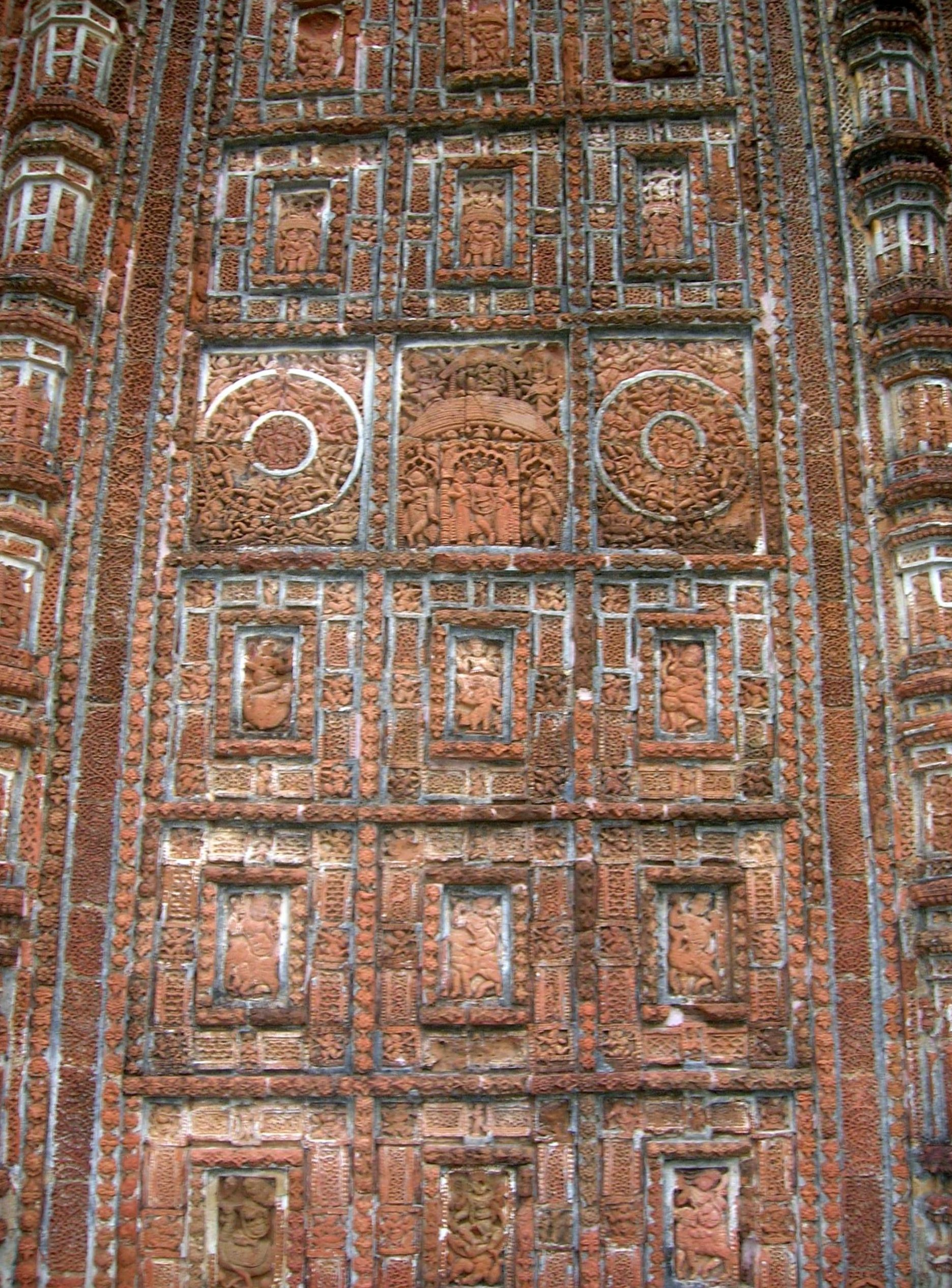
Shyam Ray Tempel
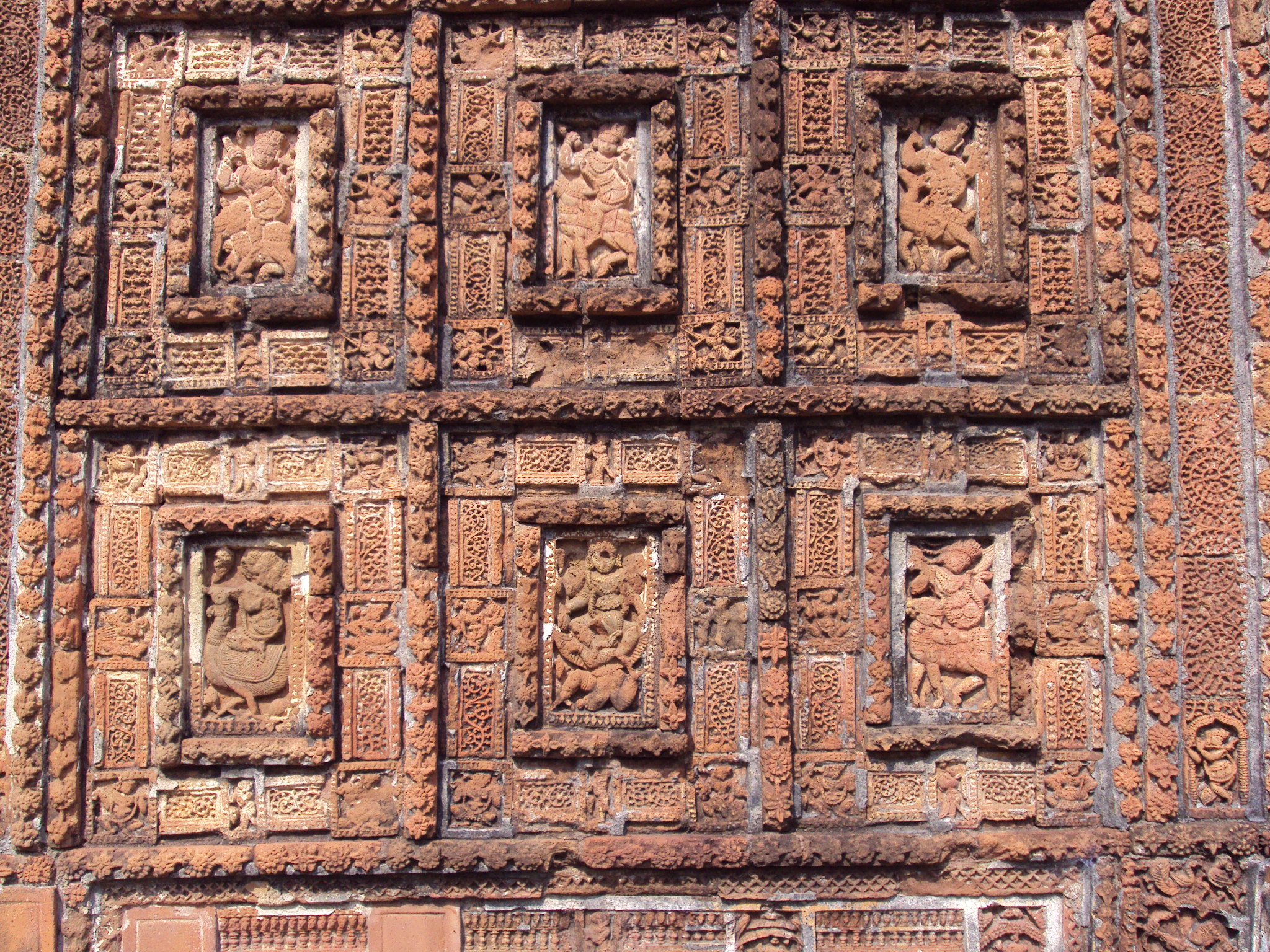
dto.
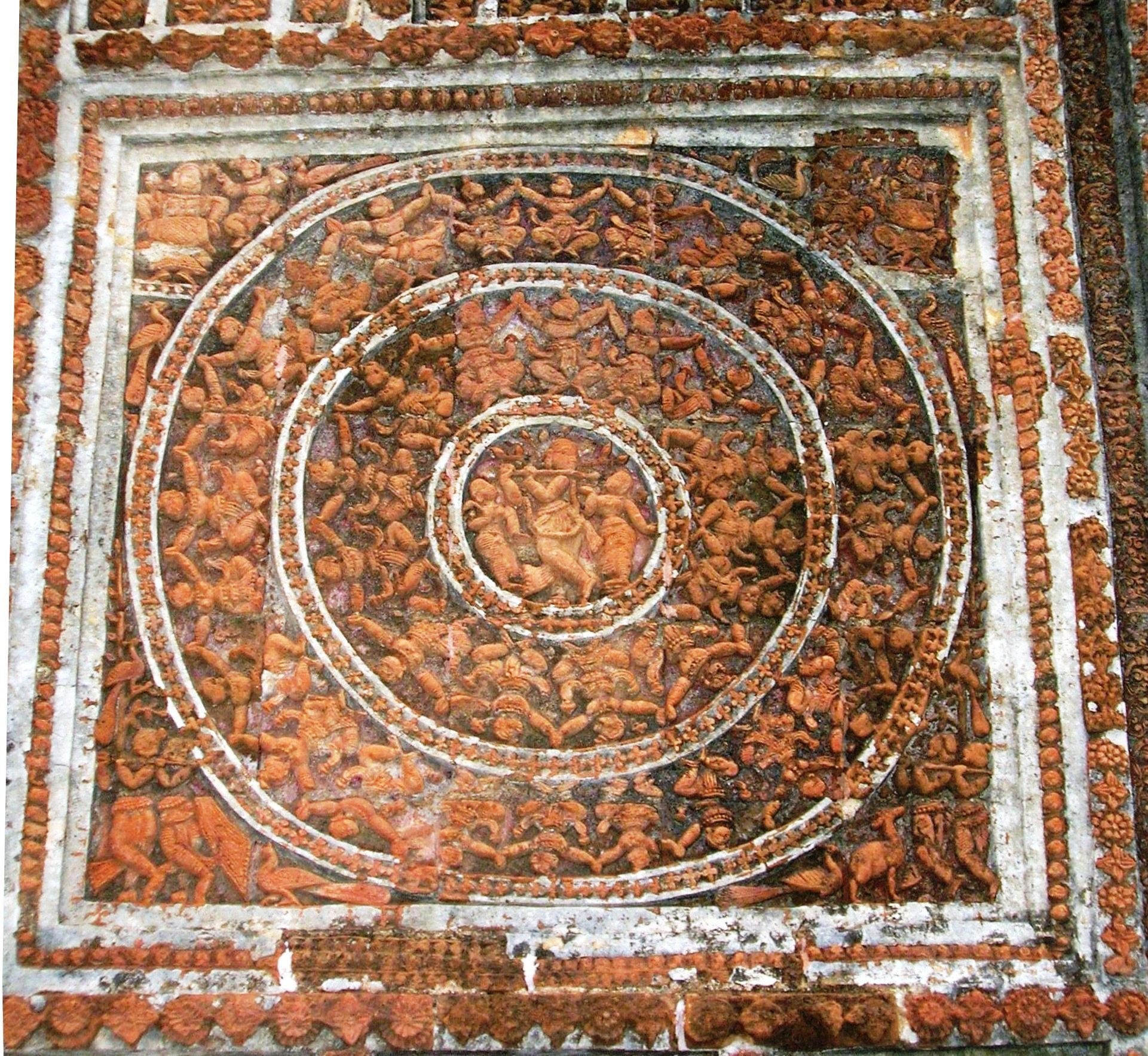
dto.
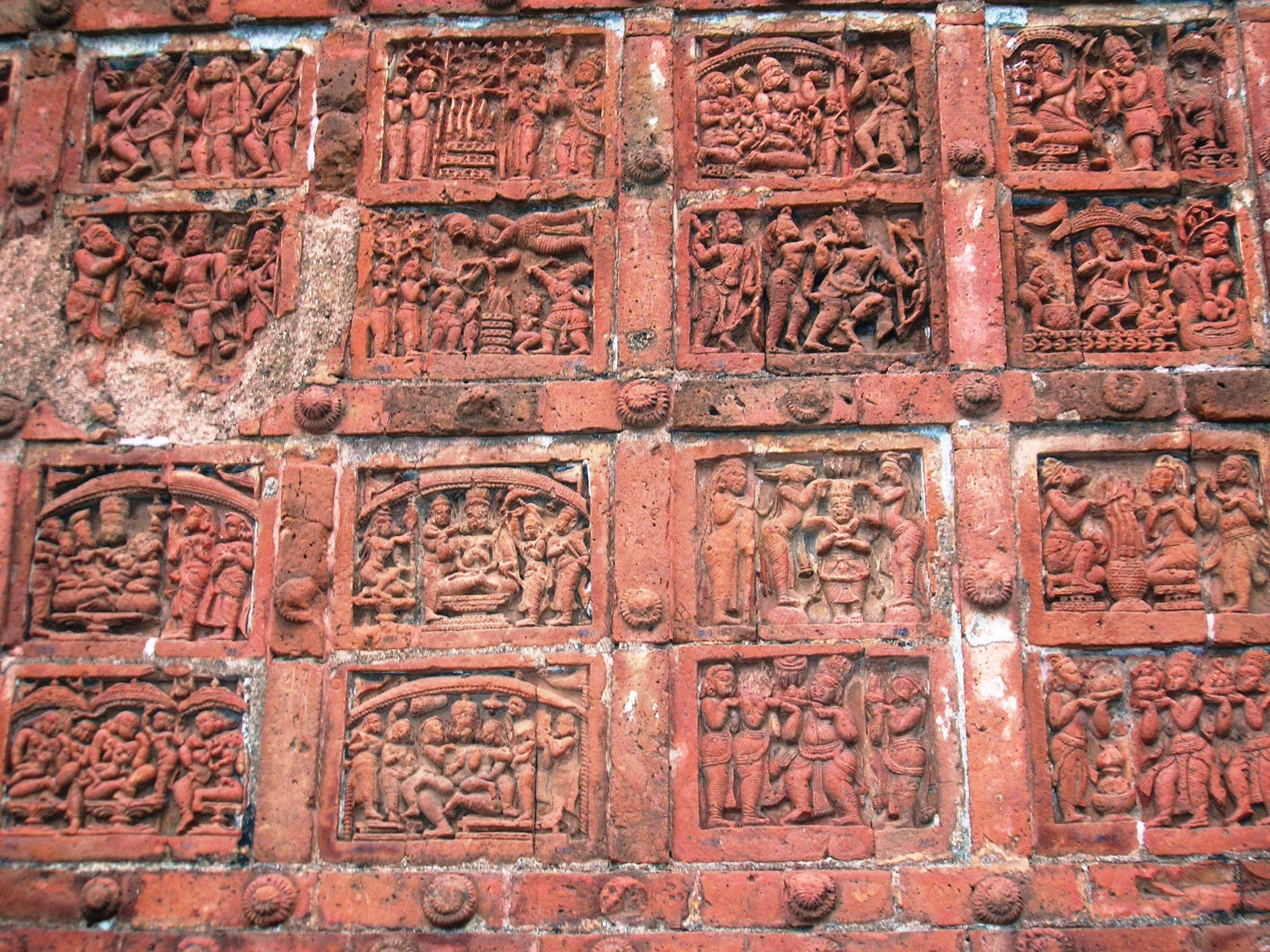
Jor Bangla-Tempel
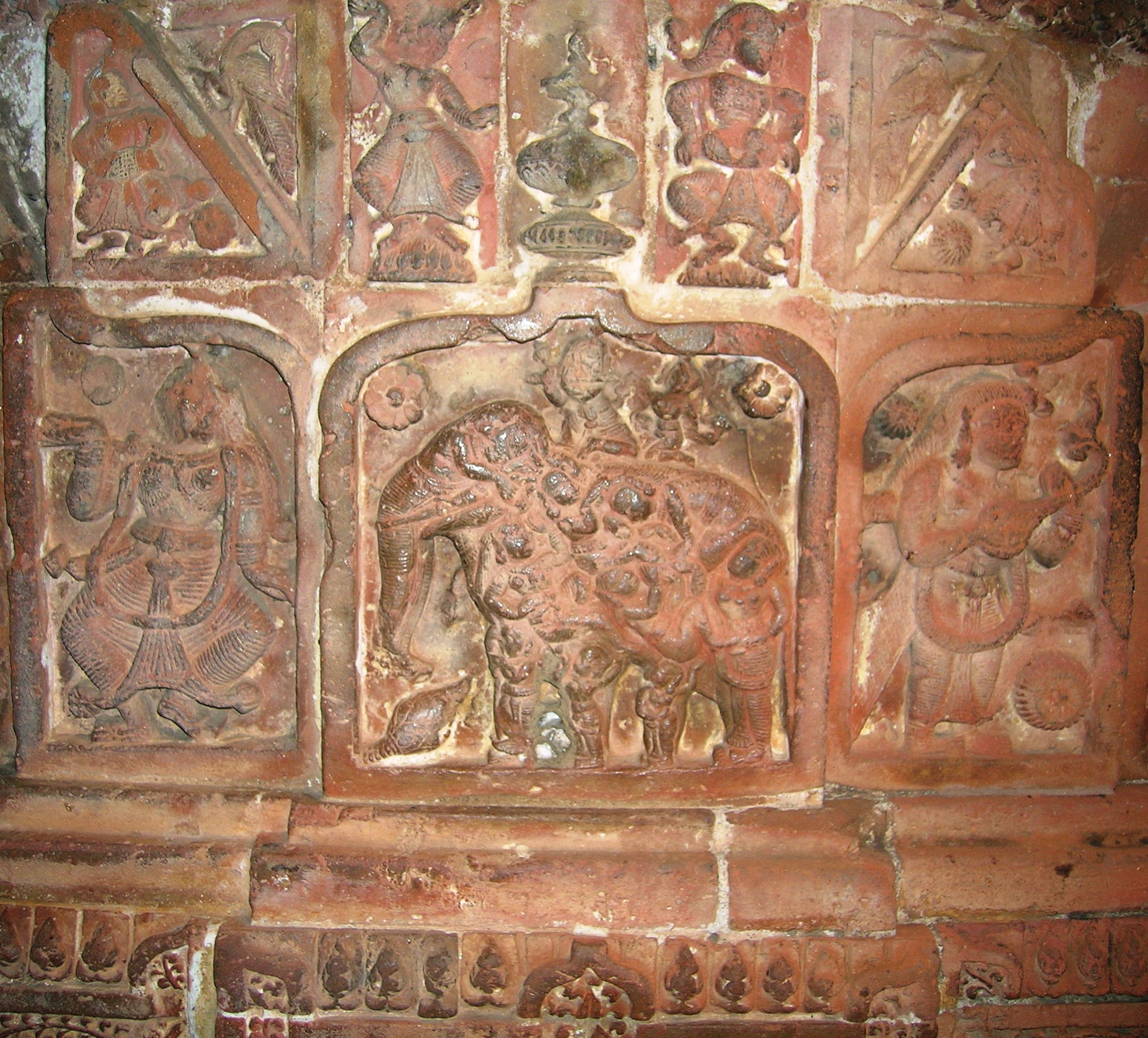
Madan Mohan-Tempel